# Love Songs (album d'Anne Sofie von Otter et Brad Mehldau)
Pour les articles homonymes, voir Love Songs.
Love Songs est un album en duo de la mezzo-soprano suédoise Anne Sofie von Otter et du pianiste de jazz américain Brad Mehldau sorti en 2010 chez Naïve Records.
Le Carnegie Hall avait commandé en 2009 à Brad Mehldau des chansons pour voix et piano pour Anne Sofie von Otter. Le Carnegie Hall et le Wigmore Hall en ont ensuite commandé deux de plus. Les textes des chansons reprennent des poèmes de Sara Teasdale, E. E. Cummings et Philip Larkin. Ces chansons se retrouvent sur le premier disque.
Sur le second disque, von Otter et Mehldau offrent des interprétations de chansons issues de répertoires variés : plusieurs chansons françaises (Jacques Brel, Léo Ferré, Barbara, Michel Legrand), des chansons issues de la pop (Joni Mitchell, The Beatles), des chansons du répertoire américain (en anglais et en suédois) Calling You et une chanson suédoise.
Durant la tournée qui a accompagné la sortie du disque, les deux musiciens ont interprété des morceaux issus du répertoire du disque, ainsi que des pièces « classiques », plus proches du répertoire habituel d'Anne Sofie von Otter.

## Liste des pistes
Disque 1
| No | Titre                          | Musique                    | Durée |
| -- | ------------------------------ | -------------------------- | ----- |
| 1. | It may not always be so        |                            | 5:43  |
| 2. | We Met at the End of the Party |                            | 4:02  |
| 3. | Child, Child                   |                            | 2:19  |
| 4. | Twilight                       |                            | 2:51  |
| 5. | Because                        | Sara Teasdale/Brad Mehldau | 4:39  |
| 6. | Dreams                         |                            | 5:30  |
| 7. | Did You Never Know?            | Sara Teasdale/Brad Mehldau | 5:41  |

Disque 2
| No  | Titre                                              | Musique                                | Durée |
| --- | -------------------------------------------------- | -------------------------------------- | ----- |
| 1.  | Avec le temps                                      | Léo Ferré                              | 4:13  |
| 2.  | Pierre                                             | Barbara                                | 4:03  |
| 3.  | Marcie                                             | Joni Mitchell                          | 3:57  |
| 4.  | Something Good                                     | Richard Rodgers                        | 3:22  |
| 5.  | Chanson de Maxence                                 | Michel Legrand                         | 5:14  |
| 6.  | Chanson des vieux amants                           | Jacques Brel/Gérard Jouannest          | 4:11  |
| 7.  | Sakta vi gå genom stan (Walking my Baby Back Home) | Fred E. Ahlert                         | 2:39  |
| 8.  | Att angöra en brygga                               | Lars Färnlöf                           | 2:42  |
| 9.  | Dis, quand reviendras-tu?                          | Barbara                                | 4:12  |
| 10. | What Are You Doing the Rest of Your Life ?         | Alan et Marilyn Bergman/Michel Legrand | 4:12  |
| 11. | Calling You                                        | Bob Telson                             | 4:08  |
| 12. | Blackbird                                          | John Lennon/Paul McCartney             | 2:26  |
| 13. | Some Other Time                                    | Leonard Bernstein                      | 4:03  |

## Personnel
- Anne Sofie von Otter : chant
- Brad Mehldau : piano